# Enna (aranya)
|  | Aquest article tracta sobre un gènere d'aranyes, Etna. Vegeu-ne altres significats a «Etna». |

Enna és un gènere d'aranyes araneomorfes de la família dels traquèlids (Trachelidae). Fou descrit per primera vegada per Octavius Pickard-Cambridge l'any 1897.
Les espècies d'aquest gènere es troben a Amèrica del Sud i Amèrica Central.

## Taxonomia
Segons el World Spider Catalog amb data de 20 de gener de 2019 hi ha les següents espècies reconegudes:
- Enna baeza Silva, Lise & Carico, 2008
- Enna bartica Silva, Lise & Carico, 2008
- Enna bonaldoi Silva, Lise & Carico, 2008
- Enna caliensis Silva, Lise & Carico, 2008
- Enna caparao Silva & Lise, 2009
- Enna caricoi Silva & Lise, 2011
- Enna carinata Silva & Lise, 2011
- Enna chickeringi Silva, Lise & Carico, 2008
- Enna colonche Silva, Lise & Carico, 2008
- Enna eberhardi Silva, Lise & Carico, 2008
- Enna echarate Silva & Lise, 2009
- Enna estebanensis (Simon, 1898)
- Enna frijoles Silva & Lise, 2011
- Enna hara Silva, Lise & Carico, 2008
- Enna huanuco Silva, Lise & Carico, 2008
- Enna igarape Silva, Lise & Carico, 2008
- Enna jullieni (Simon, 1898)
- Enna junin (Carico & Silva, 2010)
- Enna kuyuwiniensis Silva, Lise & Carico, 2008
- Enna maya Silva, Lise & Carico, 2008
- Enna meridionalis Silva & Lise, 2009
- Enna minor Petrunkevitch, 1925
- Enna moyobamba Silva, Víquez & Lise, 2012
- Enna nesiotes Chamberlin, 1925
- Enna osaensis Silva, Víquez & Lise, 2012
- Enna paraensis Silva, Lise & Carico, 2008
- Enna pecki Silva, Lise & Carico, 2008
- Enna redundans (Platnick, 1993)
- Enna rioja Silva, 2013
- Enna riotopo Silva, Lise & Carico, 2008
- Enna rothi Silva, Lise & Carico, 2008
- Enna segredo Silva & Lise, 2009
- Enna silvae Silva & Lise, 2011
- Enna triste Silva & Lise, 2011
- Enna trivittata Silva & Lise, 2009
- Enna velox O. Pickard-Cambridge, 1897
- Enna venezuelana Silva & Lise, 2011
- Enna xingu Carico & Silva, 2010
- Enna zurqui Silva & Lise, 2011